# Ramingining Airport
Ramingining Airport är en flygplats i Australien. Den ligger i kommunen East Arnhem och territoriet Northern Territory, omkring 440 kilometer öster om territoriets huvudstad Darwin. Ramingining Airport ligger 66 meter över havet.
Trakten runt Ramingining Airport är nära nog obefolkad, med mindre än två invånare per kvadratkilometer..
I omgivningarna runt Ramingining Airport växer huvudsakligen savannskog. Genomsnittlig årsnederbörd är 1 418 millimeter. Den regnigaste månaden är mars, med i genomsnitt 416 mm nederbörd, och den torraste är augusti, med 1 mm nederbörd.